# Milán-San Remo 1984
La Milán-San Remo 1984 fue la 75.ª edición de la Milán-San Remo. La carrera se disputó el 17 de marzo de 1984, siendo el vencedor final el italiano Francesco Moser, que se impuso en solitario en la meta de Sanremo. 

## Clasificación final
| Posición | Ciclista          | Equipo                | Tiempo     |
| -------- | ----------------- | --------------------- | ---------- |
| 1        | Francesco Moser   | Gis Gelati-Tuc Lu     | 7h 22' 25" |
| 2        | Sean Kelly        | Skil-Sem-Mavic-Reydel | + 20"      |
| 3        | Eric Vanderaerden | Panasonic - Raleigh   | m. t.      |
| 4        | Paolo Rosola      | Bianchi-Piaggio       | m. t.      |
| 5        | Daniele Caroli    | Santini-Conti-Galli   | m. t.      |
| 6        | Dag Erik Pedersen | Murella-Rossin        | m. t.      |
| 7        | Eddy Planckaert   | Panasonic - Raleigh   | m. t.      |
| 8        | Noël Dejonckheere | Teka                  | m. t.      |
| 9        | Siegfried Hekimi  | Dromedario-Alan       | m. t.      |
| 10       | Marc Madiot       | Renault-Elf           | m. t.      |